# Enrico Caterino Davila
Enrico Caterino Davila (Piove di Sacco, 30 de octubre de 1576 - San Michele, 26 de mayo de 1631) fue un soldado e historiador italiano.

## Biografía
Descendía de un familia noble española, precisamente de Ávila, como lo muestra su apellido. Sus dos nombres le fueron dados en honor a  Enrique III y Catalina de Médici. Sus antepasados inmediatos habían sido condestables en el  reino de Chipre y de la república veneciana desde 1464. En 1570 la isla fue ocupada por los turcos, por lo que Antonio Dávila, el padre del historiador, despojado de todas sus posesiones, hubo de marcharse hacia Padua. En 1583 Antonio se dirigió a Francia con su hijo, donde éste se convirtió en paje al servicio de Catalina de Médici, la esposa del rey Enrique II.
A su debido tiempo se enroló en el servicio militar y luchó en las  guerras civiles francesas hasta la paz de 1598. En 1589 regresó a Padua, donde permaneció hasta el año 1606. Después viajó a Parma, Roma y Rovigo y finalmente se avecindó  en Tinos (1609-1615) en donde ocupó el cargo de gobernador. En Tinos conoció y se casó con su esposa Ursula delli Ascuffi. Posteriormente se le asignó gobernador de las posesiones venecianas en  Cattaro (1618-1621) y  Zara (1623-1628). Participó en una misión diplomática veneciana a Florencia bajo el liderazgo de Alvise Valeroso en 1621.
Dávila murió asesinado cerca de Verona, en un viaje que hacía desde Verona a Crema, en el que había sido enviado por la república como comandante de la guarnición. 
Escribió Storia delle guerre civili di Francia (Historia de las guerras civiles de Francia) que publicó en Venecia en 1630, fue leída y apreciada por escritores e historiadores italianos y europeos. La obra tuvo numerosísimas reimpresiones en los siguientes dos siglos y fue traducida al francés, español, latín, inglés y alemán. En castellano fue traducida por Basilio Varen de Soto (1651).